# Most Mezichuchelské ulice

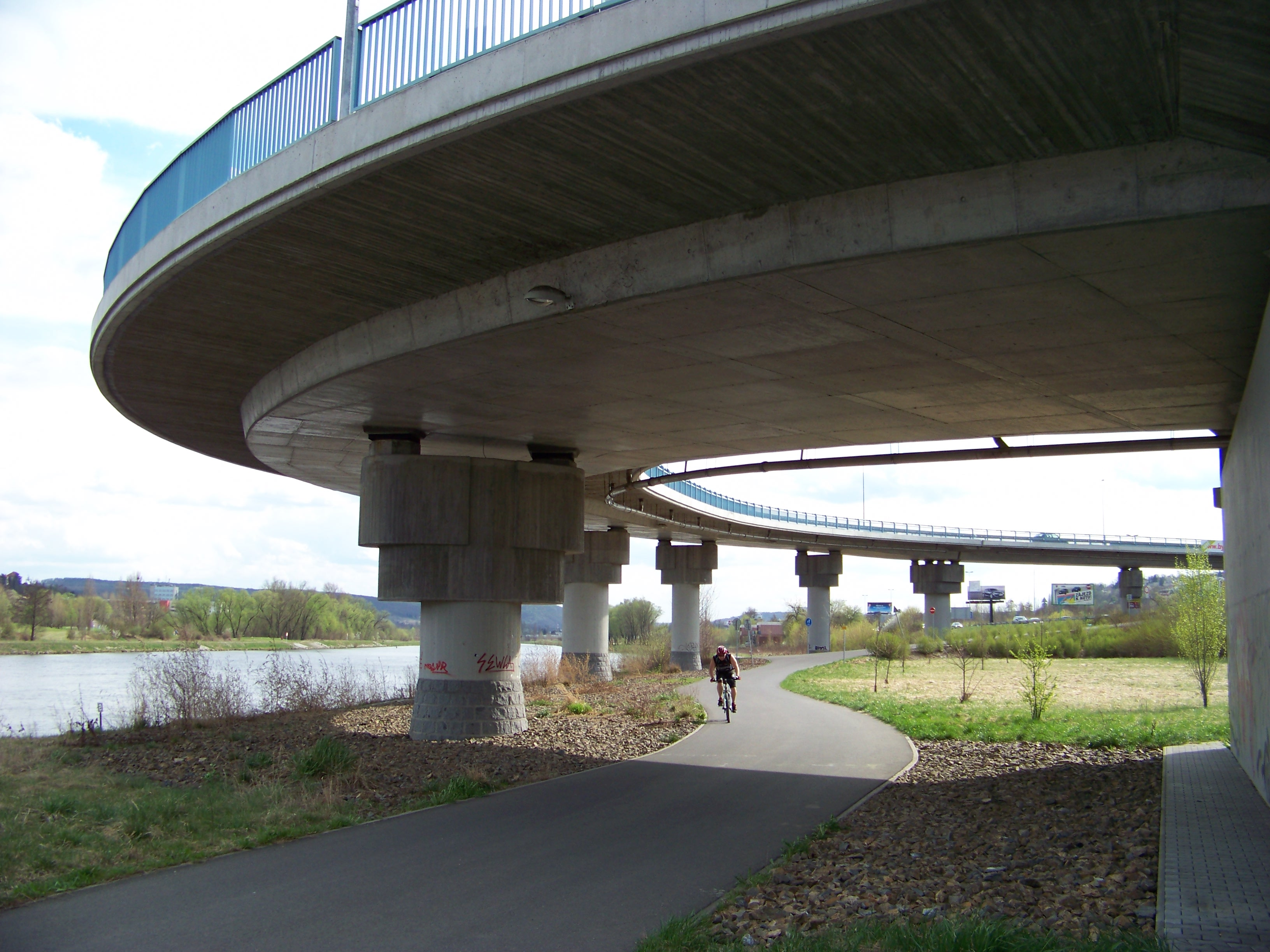
Pohled z cyklostezky A1 na břehu Vltavy.

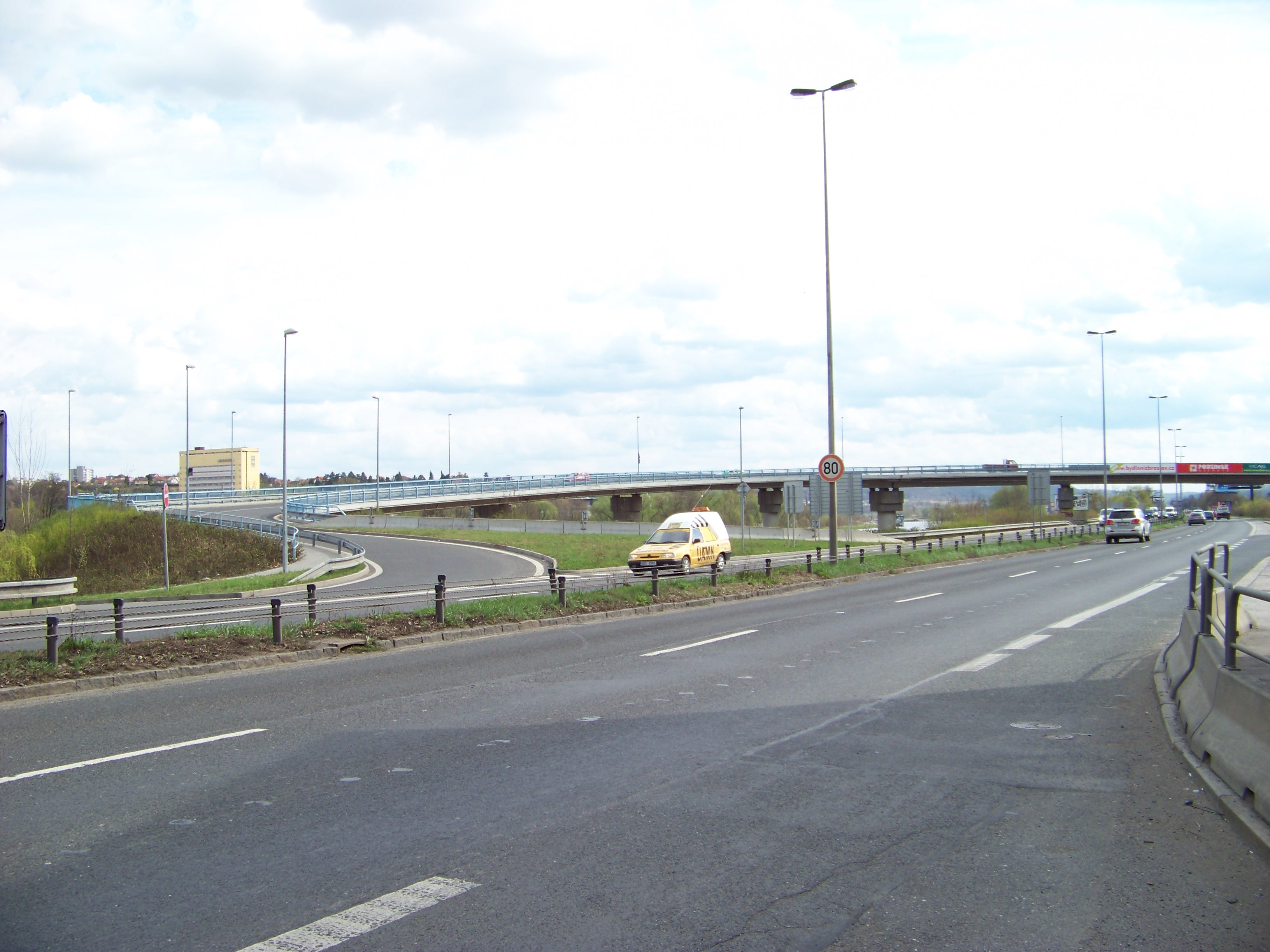
Pohled od křižovatky Strakonické a Zbraslavské ulice

Most Mezichuchelské ulice přes Strakonickou ulici v Malé Chuchli v Praze, vybudovaný jako stavba MÚK I/4 Strakonická – Malá Chuchle, most přes Strakonickou ulici, stojí od roku 2005 jižně od zástavby Malé Chuchle, spadající do městské části Praha-Velká Chuchle), a mimoúrovňově napojuje oblast Malé i Velké Chuchle k východnímu jízdnímu pásu Strakonické ulice (umožňuje odbočení od Zbraslavi do Chuchle a nájezd od Chuchle k centru Prahy). Na jižní (v oblouku vnější) straně mostu je i chodník. 29. května 2007 dostala nová komunikace včetně mostu název Mezichuchelská.

## Historie
Most byl budován od listopadu 2004 a uveden do provozu 15. prosince 2005. Projektoval jej Pontex s. r. o. (zodpovědný projektant Ing. Martin Vavřena), zhotovitelem byla společnost SMP CZ a. s.
Důvodem k výstavbě mostu byla nebezpečnost odbočování a vjíždění přes západní jízdní pás Strakonické ulice. První příprava projektů probíhala již v osmdesátých letech. Podle původních plánů měly tři pilíře být v řece Vltavě, asi 3 metry od břehové čáry. Nakonec bylo zvoleno řešení na břehu řeky, vynucený menší poloměr oblouku je kompenzován snížením povolené rychlosti a nadstandardním zdrsněním povrchu vozovky.
Na most navazuje nově vybudovaná komunikace Mezichuchelská, propojující Malou a Velkou Chuchli podél železniční trati bez nutnosti použití Strakonické ulice. Připravuje se i navazující komunikace z Velké Chuchle do Slivence s novým přemostěním železniční trati.[zdroj?] Do Malé Chuchle se lze z Mezichuchelské ulice dostat ulicemi Paroplavební a Podjezd. Ulice Mezichuchelská i Paroplavební byly pojmenovány v roce 2007, přičemž název Mezichuchelská vzešel z ankety mezi žáky místní základní školy Charlotty Masarykové.

## Technické údaje
Z technického hlediska je most tvořen dvěma na sebe navazujícími mosty, trámovým mostem délky 124 metrů se čtyřmi poli překlenující Strakonickou ulici a deskovým mostem o délce 135 m tvořícím oblouk napojujícím první most na Strakonickou ulici. Poloměr oblouku se ve stísněných poměrech snižuje od 68 metrů až k 26 metrům. Maximálního rozpětí 35 m dosahuje most ve třetím poli, nad Strakonickou ulicí.
Šířka mostu se mění od 11,05 m v rovném úseku až k 15,75 m v místě nejostřejšího oblouku, volná šířka mezi svodidly od 8,00 m až k 12,70 m. Most má jeden jízdní pruh v každém směru s pravostranným chodníkem šířky 2,25 m.
Místní komunikace (MK) začíná v přímé, která po přechodu ul. Strakonické přechází do přechodnice, oblouku o R=56m, přechodnice a nad opěrou 11 opět do oblouku tentokrát o R=25m. Šířkovým uspořádáním odpovídá kategorii MS 9/50 s pravostranným chodníkem. V oblouku jsou jízdní pruhy patřičně rozšířeny. Před a za mostem přechází silnice na násyp výšky cca 7.5 resp. 6.0m.
Výškové řešení na mostě respektuje výškové řešení MK a je určeno jedním vrcholovým obloukem (R=1600m) s vrcholem mezi pilíři P4, P5. Sklony spádů jsou +5.50% a -5.30% po směru staničení.
Opěry jsou tvořeny základem, dříkem, úložnými prahy, závěrnými zídkami, zavěšenými křídly a přechodovými deskami. Opěry jsou založeny hlubinně na velkoprůměrových pilotách. Základy opěry jsou vybetonovány na vrstvu z podkladního betonu C 8/10 X0 tl. 0,20m, vyztužených jednou vrstvou KARI sítě. Základy jsou provedeny z betonu C30/37 XF3. Dříky opěr jsou z betonu C30/37 XF4.
Pilíře s ohledem na pohledově exponované umístění na vjezdu do Prahy od Strakonic jsou navrženy s architektonicky ztvárněnými hlavicemi. Pilíře jsou navrženy železobetonové monolitické. Pilíře jsou tvořeny základem, dříkem a dvěma úložnými bloky pod ložiska. Základy pilířů jsou vybetonovány na vrstvu z podkladního betonu C 8/10 X0 tl. 0,20m. Základ pilířů je rozměru 6,00 x 6,00m výšky 2,00 m z betonu C30/37 XF3. Dřík (C30/37 XF4) je půdorysného rozměru o průměru 2,00 m (pilíře P5 a P8 o průměru 2,50 m). Na vrcholu pilíře jsou navrženy hlavice výšky 2,75 m s bloky pod ložiska (C30/37 XF4).
Jednotlivé hlavice pilířů jsou ve vrcholu příčně předepnuty 4 kusy předpínacích tyčí Dywidag prof. 36 hladké 1080/1230 MPa.
Dříky pilířů P5 až P10 jsou v dolní části do úrovně kóty 191,44 m n. m. zpevněny kamenným obkladem.
Přechodový pilíř 5 podporující současně oba koncové průřezy deskového a trámového mostu nahrazuje společnou opěru. Z estetických důvodů je vytvarován podobně jako ostatní pilíře. Jeho dřík je silnější a nese hlavici, která je vytvarována dle okolních hlavic.
Most 1 a 2 je opatřen na vnitřních a vnějších římsách ocelovými svodidly typu ZSNH4/H2, na vnější římse ocelovým zábradlím se svislou výplní z otevřených profilů. Zábradlí je zakotveno pomocí patní desky a kotevních šroubů. Zábradlí je bez sloupkové typu „Orlík“.